# Liste der denkmalgeschützten Objekte in Vrchlabí
Grundlage dieser Liste der denkmalgeschützten Objekte in Vrchlabí ist die ÚSKP-Liste (Ústřední seznam kulturních památek České republiky, deutsch Zentrale Liste der Kulturdenkmäler der Tschechischen Republik), die von der tschechischen Denkmalschutzbehörde NPÚ (Národní památkový ústav, deutsch Nationale Denkmalbehörde) seit 1987 geführt wird und an die seit dem Jahr 1850 geschaffenen Listen anschließt.

Die Liste umfasst die Kulturdenkmale der Stadt Vrchlabí (Hohenelbe) im Okres Trutnov.

## Vrchlabí
| Lage                                                                    | Objekt                                                          | Beschreibung | ÚSKP-Nr.                  | Bild                                                            |
| ----------------------------------------------------------------------- | --------------------------------------------------------------- | --- | ------------------------- | --------------------------------------------------------------- |
| Vrchlabí, auf dem Stadtfriedhof (Standort)                              | Denkmal der Kämpfer gegen den Faschismus                        | Denkmal der Kämpfer gegen den Faschismus auf dem Stadtfriedhof. Ein monumentales Denkmal ohne architektonische Besonderheiten, errichtet im dritten Viertel des 20. Jahrhunderts. | 40758/6-3737 Info Katalog | Denkmal der Kämpfer gegen den Faschismus                        |
| Vrchlabí, auf dem Stadtfriedhof (Standort)                              | Grabstätten der Industriellenfamilien Kostial, Rotter und Jerje | Grabstätten der Industriellenfamilien Kostial, Rotter und Jerje - Grabmal der Familie Kostial, mit offener neoromanischer Backsteinkapelle und drei Grabsteinen - Grabmal der Familie Rotter, klassizistisch, erbaut in der zweiten Hälfte des 19. Jahrhunderts - Grabmal der Familie Jerje in Form einer neugotischen Kapelle in der Ecke des neueren Teils des Friedhofs | 103873 Info Katalog       | Grabstätten der Industriellenfamilien Kostial, Rotter und Jerje |
| Vrchlabí, auf dem Stadtfriedhof (Standort)                              | Verschieden Grabmale auf dem Stadtfriedhof                      | Grabmale auf dem Stadtfriedhof: - Grabmal der Familie Ignaz Rotter - Grabmal der Familie Fr. Rotter - Grabstätte der Familie Kostial | 106129 Info Katalog       | BW                                                              |
| Vrchlabí, Husova 213 (Standort)                                         | Augustinerkloster                                               | Hochbarockes Augustinerkloster, erbaut in den Jahren 1705–1725 vom Baumeister A. Auer auf Kosten des Grafen Václav Morzin: - Kloster mit Paradiesgarten - Garten mit Einfriedung, Steinmauer an der Husova-Straße - Steinmauer auf der Westseite an der Dobrovský-Straße - Kirche des hl. Augustinus auf der Südwestseite (registriert unter der Nr. 36252/6-3730) | 36468/6-3731 Info Katalog | weitere Bilder                                                  |
| Vrchlabí, Husova (Standort)                                             | Kirche des hl. Augustinus                                       | Klosterkirche des hl. Augustinus, hochbarocker Bau von 1705–1725 | 36252/6-3730 Info Katalog | weitere Bilder                                                  |
| Vrchlabí, südwestlich vom Schloss (Standort)                            | Schlosskapelle der Grafen Morzin                                | Neugotische Burgkapelle und Familien-Grabstätte des Grafen von Morzin, erbaut nach dem Entwurf des Architekten Stephan Tragl in den Jahren 1887 bis 1891. | 102040 Info Katalog       | weitere Bilder                                                  |
| Vrchlabí, Zámek 1, 2, 5, 53 (Standort)                                  | Schloss Hohenelbe (Zámek Vrchlabí)                              | Schloss Vrchlabí, ursprünglich ein Renaissance-Schloss mit Ecktürmen, das im 18. und 19. Jahrhundert umgebaut wurde. - Schloss Nr. 1 - Verwaltungsgebäude Nr. 2 - Verwaltungsgebäude Nr. 5 - Verwaltungsgebäude Nr. 53 - Teiche und Holzbrücke - Umfassungsmauer mit Toren - Park und schmiedeeiserne Einfriedung - Tor und Pforte | 37508/6-3729 Info Katalog | weitere Bilder                                                  |
| Vrchlabí, im Garten auf dem Areal des Riesengebirgs-Museums (Standort)  | Statue des hl. Josef                                            | Statue des hl. Josef auf einem Sockel von 1822, eine Kombination des hl. Josef mit dem hl. Johannes von Nepomuk | 101401 Info Katalog       | Statue des hl. Josef                                            |
| Vrchlabí, náměstí Míru 224 (Standort)                                   | Náměstí Míru čp. 224                                            | Einstöckiges Haus mit Keller, als symmetrisches Gegenstück zu Haus Nr. 222 mit Loggia. | 41631/6-4373 Info Katalog | Náměstí Míru čp. 224                                            |
| Vrchlabí, náměstí Míru 223 (Standort)                                   | Náměstí Míru čp. 223                                            | Einstöckiges spätbarockes Backsteinhaus mit Saal. | 34189/6-4372 Info Katalog | Náměstí Míru čp. 223                                            |
| Vrchlabí, náměstí Míru 222 (Standort)                                   | Náměstí Míru čp. 222                                            | Einstöckiges Haus mit hölzernem Nebengebäude | 15936/6-4371 Info Katalog | Náměstí Míru čp. 222                                            |
| Vrchlabí, náměstí Míru 210, Husova 210 (Standort)                       | Náměstí Míru čp. 210                                            | Breitgelagertes Haus mit gemauertem Erdgeschoss, Flur und Holzfußboden. | 30416/6-5102 Info Katalog | Náměstí Míru čp. 210                                            |
| Vrchlabí, Lužická 309 (Standort)                                        | Lužická čp. 309                                                 | Bauernhaus, einstöckige Holzbau der ärmeren Bewohner der Stadt. | 100466 Info Katalog       | Lužická čp. 309                                                 |
| Vrchlabí, náměstí Míru (Standort)                                       | Kirche des hl. Laurentius                                       | Neugotische Dekanatskirche des hl. Laurentius von 1889 nach dem Entwurf des Architekten Stephan Tragl. | 29844/6-4586 Info Katalog | weitere Bilder                                                  |
| Vrchlabí, náměstí Míru (Standort)                                       | Mariensäule                                                     | Säule mit einer Marienstatue, ein frühbarockes Werk von Christian Puntschuh von 1696. | 41076/6-3734 Info Katalog | weitere Bilder                                                  |
| Vrchlabí, am Dekanat (Standort)                                         | Skulpturengruppe der hl. Anna selbdritt                         | Skulptur der hl. Anna selbdritt (hl. Anna, Maria und Christuskind) auf einem Sockel an der Pfarrmauer der Laurentiuskirche, spätbarocke Bildhauerei um 1770, ursprünglich auf dem Hauptplatz. | 21491/6-3733 Info Katalog | weitere Bilder                                                  |
| Vrchlabí, náměstí Míru 287 (Standort)                                   | Pfarrhaus                                                       | Hochbarocker eingeschossiger Dekanatsbau aus Backstein vom Beginn des zweiten Drittels des 18. Jahrhunderts. | 50049/6-6108 Info Katalog | weitere Bilder                                                  |
| Vrchlabí, Krkonošská 198 (Standort)                                     | Krkonošská čp. 198                                              | Einstöckiges Backsteinhaus mit Torbogen aus der zweiten Hälfte des 18. Jahrhunderts im spätbarocken Stil. | 41418/6-3742 Info Katalog | Krkonošská čp. 198                                              |
| Vrchlabí, Krkonošská 197 (Standort)                                     | Krkonošská čp. 197                                              | Einstöckiges Backsteinhaus vom Ende des 18. Jahrhunderts mit Holzhalle. | 46338/6-3741 Info Katalog | Krkonošská čp. 197                                              |
| Vrchlabí, Krkonošská 190 (Standort)                                     | Krkonošská čp. 190                                              | Bürgerhaus, mit Anbau und Unterkellerung, ursprünglich ein Fachwerkbau. | 35623/6-5101 Info Katalog | Krkonošská čp. 190                                              |
| Vrchlabí, Krkonošská 8 (Standort)                                       | Rathaus                                                         | Rathaus, ohne den modernen Anbau, Eckhaus mit Backstein-Erdgeschoss und Fachwerk-Obergeschoss vom Anfang des 19. Jahrhunderts. | 20277/6-3738 Info Katalog | weitere Bilder                                                  |
| Vrchlabí, Krkonošská 21 (Standort)                                      | Krkonošská čp. 21                                               | Klassizistisches Haus mit Außentreppe | 100464 Info Katalog       | Krkonošská čp. 21                                               |
| Vrchlabí, Krkonošská 27 (Standort)                                      | Krkonošská čp. 27                                               | Ursprünglich ein Barockhaus, mit erhaltener barocker und klassizistischer Bausubstanz und reicher Stuckfassade mit Sandsteinskulpturen über dem Hauptgesims. | 14966/6-3739 Info Katalog | Krkonošská čp. 27                                               |
| Vrchlabí, Krkonošská 44 (Standort)                                      | Krkonošská čp. 44                                               | Ein zweistöckiges Backsteinhaus, das 1883 errichtet und dann in der ersten Hälfte des 20. Jahrhunderts zur Apotheke umgebaut wurde. | 100473 Info Katalog       | Krkonošská čp. 44                                               |
| Vrchlabí, Cukrářská 173 (Standort)                                      | Cukrářská čp. 173                                               | Bauernhaus, Fachwerkbau mit Blockhäusern und Strukturelementen, die die komplexe Entwicklung des Gebäudes vom 18. bis zum Beginn des 20. Jahrhunderts demonstrieren. | 51435/6-6242 Info Katalog | weitere Bilder                                                  |
| Vrchlabí, Labská 298 (Standort)                                         | Dům Rozkročák                                                   | Bürgerhaus Rozkróčák, ein zweistöckiges freistehendes Wohnhaus in U-Form an der Elbbrücke, mit zwei Längsflügeln entlang der Labská-Straße, die im Erdgeschoss durch einen Trakt mit einem gläsernen Durchgang verbunden sind. | 50061/6-6110 Info Katalog | Dům Rozkročák                                                   |
| Vrchlabí, Vančurova 407 (Standort)                                      | Kartonagenfabrik mit Wohnhaus                                   | Papier- und Pappenfabrik mit Wohnhaus, ein multifunktionales Gebäude mit klassizistischem Kern und einem markanten Jugendstil-Umbau des Architekten Erben aus der Zeit vor 1905, ein Jugendstil-Solitärbau mit zwei Stockwerken, teilweise unterkellert. | 51190/6-6222 Info Katalog | weitere Bilder                                                  |
| Vrchlabí, Kbely 386 (Standort)                                          | Kbely čp. 386                                                   | Einstöckiges Backstein-Wohnhaus vom Ende des 18. Jahrhunderts. | 51951/6-6248 Info Katalog | weitere Bilder                                                  |
| Vrchlabí, Pod parkem (Standort)                                         | Marienstatue                                                    | Marienstatue der immerwährenden Hilfe auf einem Sockel aus rotem Sandstein im Stadtpark von 1714. In der Frontansicht ein Reliefkreuz mit gusseisernem Christus, auf der linken Seite des Sockels der hl. Blasius, auf der rechten Seite der hl. Florian. | 44766/6-5087 Info Katalog | weitere Bilder                                                  |
| Vrchlabí, Labská 159 (Standort)                                         | Labská čp. 159                                                  | Einstöckiges Fachwerkhaus aus der Mitte des 19. Jahrhunderts mit Pawlatschenhof und einer massiven rückwärtigen Dachgaube, ein traditionelles Bauernhaus, das auf ungewöhnliche Weise erweitert wurde. | 40815/6-4508 Info Katalog | weitere Bilder                                                  |
| Vrchlabí, Nádražní 106 (Standort)                                       | Nádražní čp. 106                                                | Zweistöckiges Eckhaus im geometrischen Jugendstil von Architekt Pilz | 100861 Info Katalog       | Nádražní čp. 106                                                |
| Vrchlabí, Nádražní 100 (Standort)                                       | Nádražní čp. 100                                                | Bürgerhaus (Eckhaus), ein Mietshaus vom Ende des 19. Jahrhunderts, mit reicher Stuckverzierung, erhaltenen Tischlerelementen und Wirtschaftsgebäude. Ursprünglich war es ein zweiflügeliger, zweigeschossiger Bau mit Untergeschoss auf L-förmigem Grundriss am rechten Ufer der Elbe. Das Haus wurde wahrscheinlich vor 1897 von Ignaz Theodor Peter als Werkstatt, Geschäft und Wohnhaus gebaut. Das Gebäude ist im Neo-Renaissance-Stil errichtet und in nahezu unveränderter Form erhalten. | 101397 Info Katalog       | weitere Bilder                                                  |
| Vrchlabí, Nádražní (Standort)                                           | Straßenbrücke über die Elbe                                     | Gewölbte Straßenbrücke über die Elbe vom Ende des 19. Jahrhunderts, aus großen Sandsteinquadern errichtet, mit einem einzigen Tonnenbogen überwölbt und unverputzt. Auf der Ostseite, in der Ecke befindet sich eine Säule mit einer Nepomuk-Statue. | 19555/6-3735 Info Katalog | weitere Bilder                                                  |
| Vrchlabí, u mostu (Standort)                                            | Nepomukstatue                                                   | Statue des hl. Johannes von Nepomuk, eine frühbarocke Statue auf der Brücke über den Fluss, das Werk einer örtlichen Steinmetzwerkstatt. | 16262/6-3735 Info Katalog | Nepomukstatue                                                   |
| Vrchlabí, Jihoslovanská 458 (Standort)                                  | Jihoslovanská čp. 458                                           | Bauernhaus, einstöckiges Haus mit Blick zur Straße. Nachweis der Vermischung ländlicher und städtischer Baustile im 18. Jahrhundert und der ersten Hälfte des 19. Jahrhunderts. | 51247/6-6244 Info Katalog | Jihoslovanská čp. 458                                           |
| Vrchlabí, Nádražní 471 (Standort)                                       | Haus Zámeček                                                    | Bürgerhaus Zámeček, ein zweiflügeliger Bau auf einem niedrigen Steinsockel, der die Unebenheiten des Geländes ausgleicht, mit Eingang an der Nordwestseite, Gebäude mit L-förmigem Grundriss. In der Achse der Eingangsfassade befindet sich ein achteckiger Turm mit Attika. Die Südostfassade ist mit zwei achteckigen Ecksegmenten abgeschlossen. | 50062/6-6111 Info Katalog | weitere Bilder                                                  |
| Hořejší Vrchlabí, Bucharova, Pod Žalým, gegenüber von Nr. 57 (Standort) | Kapelle des hl. Johannes von Nepomuk                            | Kapelle des hl. Johannes von Nepomuk, eine kleine Backsteinkapelle mit hohem Dach, Laterne und Zwiebelturm. Beleg für die Anwendung spätbarocker Bauformen an einem kleinen vorstädtischen Sakralbau. | 19200/6-3732 Info Katalog | weitere Bilder                                                  |
| Hořejší Vrchlabí, Bucharova 57 (Standort)                               | Schmiede                                                        | Zweistöckiger Fachwerkbau einer ehemaligen Schmiede mit umlaufendem Dachboden, geschindeltem Giebel und einem Wohnzimmer im Dachgeschoss. | 29531/6-4587 Info Katalog | weitere Bilder                                                  |
| Hořejší Vrchlabí, Kněžice, am Weg von Vrchlabí nach Žalý (Standort)     | Kapelle der hl. Anna und 14 Nothelfer                           | Kapelle der hl. Anna und 14 Nothelfer, mit Altar von 1754, über dem Eingang eine Gedenktafel, die an den Besuch des Kaisers Joseph II. im Kriegsjahr 1778 erinnert. | 100467 Info Katalog       | weitere Bilder                                                  |

## Ausführliche Denkmaltexte
1. ↑  
Grabmale auf dem Stadtfriedhof Vrchlabí:
  - Grabmal der Familie Ignaz Rotter (H 99), klassizistisches Grabmal an der nördlichen Umfassungsmauer, rechteckiger Grundrissbau mit Eingang von der Südseite
  - Grabmal der Familie Fr. Rotter (H94), ein monumentales Gebäude mit einem Zaun, der eine Krypta mit trapezförmigem Grundriss mit einer Abdeckplatte begrenzt, mit einer Zugangstreppe aus dem Bereich des öffentlichen Begräbnisplatzes. Eine offene Kapelle mit einer Nische, an den Seiten der Nische Säulen mit Kapitellen und gewundenen Spiralen, unter den Säulen prismatische Sockel mit Rahmung. In der Nische, der Exedra, befindet sich auf einem prismatischen Sockel mit einer Höhe von 80 cm eine Christusstatue in etwas überlebensgroßer Größe mit einer Höhe von 190 cm. Die Christusstatue ist das Werk des bedeutenden österreichischen Bildhauers Karl Heinrich Scholz
  - Grabstätte der Familie Kostial mit Trauergenius (H 135), aus der Werkstatt des Prager Bildhauers V. Prachner, ein kleiner skulpturaler Grabstein auf der gegenüberliegenden Seite der klassizistischen Gräber des sogenannten alten Friedhofs an der südlichen Umfassungsmauer, ein Werk des Bildhauers Václav Prachner. Der Grabstein mit dem trauernden Genie in Unterlebensgröße, 130 cm hoch, steht auf einem rechteckigen Sockel von 60 x 41 cm. Das Material ist Sandstein.